# آدام اوتو فون بیسترام
آدام اوتو ویلهلم فرایهر فون بیسترام یا Adam ایوانوویچ بیسترام (روسی: Адам Иванович Бистром؛ ۲۳ اکتبر ۱۷۷۴ در مرجاما ، کریس ویک، فرمانداری استونی - ۱۷ اکتبر ۱۸۲۸ در درسدن) یک فرمانده نیروی زمینی امپراتوری روسیه در طول جنگ‌های ناپلئونی بود . او از یک خانواده نجیب‌زاده آلمانی-بالتیک بود و برادر بزرگش کارل نیز در جنگ شرکت کرد.